# Alessandro Gazzi
Alessandro Gazzi, född 28 januari 1983, är en italiensk fotbollsspelare som spelar för Alessandria.

## Karriär
Gazzi inledde sin proffskarriär i Treviso men 50% av hans kontrakt såldes till Lazio. Lazio sålde sedan sina 50% av kontraktet till Serie C1 klubben Viterbese. Han spelade 31 matcher för klubben. Sedan 2004 spelar Gazzi i Bari, förutom 2007 då han var utlånad till Reggina.